# Tchabahar
Tchabahar (en persan : چابهار / Čâbahâr, anciennement appelée Bandar Beheshti) est une ville iranienne et un port en zone franche de la province du Sistan-et-Baloutchistan. Sa population est estimée à 120 000 habitants en 2014.

## Géographie

### Port
Grâce à sa zone franche, la ville et le port sont devenus une zone commerciale et industrielle importante. En effet, Tchabahar est le meilleur point d'accès de l'Iran à l'océan Indien. C'est pour cette raison que le port est le point d'attention de l'Iran dans le cadre de son développement vers l'est; il sert en effet à augmenter le transit dans la partie nord de l'océan Indien et en Asie centrale.
Dans les années 2010, l'Inde a fortement investi dans le développement du port en réaction au développement par les Chinois du port pakistanais de Gwadar situé 200 km plus à l'est. Les investisseurs indiens prévoient aussi de construire une voie ferrée de 900 km reliant Tchahabar à Hadjigak dans le centre de l'Afghanistan afin d'offrir à ce pays enclavé un autre débouché maritime que via le Pakistan. Le nouveau port est inauguré le 3 décembre 2017 par le président Hassan Rohani.
Après le renforcement en 2018 des sanctions américaines ciblant l'Iran et que l'ensemble de la communauté internationale est contrainte d'appliquer, l'Inde retire ses investissements du port de Tchabahar, compromettant l'avenir commercial de celui-ci.
La ville accueille aussi l'Université internationale de Tchabahar.